# Calendargate
La controversia del Calendargate entre los conservadores estadounidenses se desarrolló en diciembre de 2023 después de la publicación de un calendario de 2024 con fotografías de activistas y comentaristas conservadoras, varias de las cuales vestían ropa reveladora. Los debates en línea entre los conservadores, incluidas algunas de las mujeres que habían posado para el calendario, continuaron en los sitios web de las redes sociales hasta 2024.
Conservadores sociales, evangélicos y posliberales lo criticaron por su exhibición de sexualidad pública. Comentaristas más libertarios, o «conservadores de banqueta de bar», se posicionaron a favor del calendario en contra de las críticas, describiéndolo como demasiado puritano y censurador. Los observadores de ese lado del espectro político citaron la controversia como un reflejo de la tensión continua entre las dos facciones que se habían unido para apoyar al expresidente Donald Trump en su candidatura a la reelección en 2024.

## Calendario
A principios de 2023, conservadores enojados porque AB InBev había contratado a la influencer trans Dylan Mulvaney como embajadora de marca de Bud Light lanzaron un boicot. En abril de 2023, Seth Weathers, bajo el nombre de Conservative Dad, lanzó Ultra Right Beer, elaborada en el condado de Gwinnett, Georgia, como alternativa. En dos semanas, reportó más de 1 millón de dólares por ventas de 20 000 paquetes de seis unidades.
A principios de diciembre, Ultra Right ofreció como mercancía en su sitio web el Real Women of America 2024 Calendar («Calendario 2024 de las verdaderas mujeres de Estados Unidos»). Presentaba fotografías de mujeres conocidas como comentaristas, influencers y activistas conservadoras en poses pin-up, muchas de las cuales con poca ropa o ropa reveladora. Una de las imágenes mostraba a la comediante conservadora Ashley St. Clair usando un sostén negro y un collar de perlas mientras estaba sentada en un baño de burbujas, y otra en la llevaba un vestido similar al usado por Mulvaney en uno de sus videos de Bud Light. Ultra Right dijo que el 10% de las ventas del calendario se destinaría al Centro Riley Gaines para «proteger los deportes femeninos de la ideología de extrema izquierda que busca destruir a las mujeres reales».

## Reacción
Algunos comentaristas conservadores reaccionaron negativamente en un vigoroso debate en línea más tarde ese mes durante las vacaciones de Navidad, criticando la sexualidad del calendario y acusándolo de cosificar a las mujeres involucradas, incluso llamándolo «demoníaco». La exabogada de Trump, Jenna Ellis, respondió a otro tuit burlándose de Gaines por posar de manera tan sugerente para el calendario después de haber citado temores al voyerismo en el vestuario para justificar la exclusión de las mujeres trans de los deportes. «Este es el problema de los conservadores que piensan que pueden actuar igual que el mundo secular», escribió. «Si los conservadores no son cristianos moralmente fundamentados, ¿qué estamos 'conservando'?».
Los comentaristas que apoyaron el calendario no sólo describieron a los conservadores sociales como mojigatos, sino que también lo vieron como una postura contra la homosexualidad. El cofundador de Proud Boys, Gavin McInnes, calificó la controversia como «literalmente gay. Puedes disfrutar mirando mujeres hermosas y sexys. Es saludable y normal. Crezcan». Scott Greer, exeditor de The Daily Caller, escribió que «[l]a indignación por el hortera calendario demuestra que el principal enemigo de algunas mujeres conservadoras es la sexualidad masculina. Hay una razón por la que muchas de ellas se casan con casos en el armario». Otro comentarista, FromKulak, escribió una larga publicación sobre cómo los críticos del calendario «sólo querían reemplazar a la clase de sacerdotes feministas-neuróticos-extravagantes con su propia alianza de los pajaritados, resentidos y encerrados [en el armario]».

## Análisis, comentario y opinión posteriores
La columnista de National Review Online, Madeline Kearns, observó que el calendario dejaba al descubierto una falla entre los conservadores con respecto a la sexualidad en la cultura:  «O la revolución sexual fue diversión y juegos hasta que un grupo de feministas demasiado entusiastas y activistas LGBT la arruinaron, o la revolución sexual estaba condenada al fracaso desde el principio y la obscenidad al estilo de los años 90 que se encuentra en la publicidad, las películas y los calendarios no está muy alejada de nuestra degradación actual». Adoptó la última posición, que los conservadores deberían buscar la restauración de «una cultura del cortejo, que enfatice la complementariedad sexual masculina y femenina, la abstinencia antes del matrimonio, la fidelidad dentro del mismo, la apertura al don de los hijos, así como el cultivo de una cultura en el que se valora la belleza por encima de lo vulgar y obsceno».
En otra publicación conservadora, The Washington Examiner, Tiana Lowe Doescher adoptó el punto de vista opuesto, calificando el calendario de «anodino e inocuo en el peor de los casos... PG-13 y tolerablemente vergonzoso». El debate que provocó fue también «la no controversia en línea más tonta posible». Reprendió a los críticos que lo calificaban de pornográfico y señaló que los conservadores habían ganado en gran medida su batalla política y cultural sobre el material sexualmente explícito en línea, al menos en lo que respecta a restringir el acceso de los menores a él. «#Calendargate es un fracaso para el movimiento conservador y, a nivel personal, apesta a simple sexismo internalizado, como si los cuerpos de las mujeres debieran ser ocultados en lugar de celebrados».
Nate Hochman, redactor de discursos del gobernador de Florida, Ron DeSantis, que había defendido en 2021 la controvertida decisión de Turning Point USA de rescindir la invitación de la estrella porno Brandi Love para aparecer en su conferencia, encontró fallas en ambas partes en un ensayo sobre la controversia en The American Conservative, una publicación paleoconservadora. «En abstracto», admitió, «los calendarios con fotografías de mujeres en bikini no son mucho para destacar». Lo que encontró «excepcionalmente desagradable» del calendario de Mujeres Reales de Estados Unidos («un esfuerzo torpe de la derecha por estar a la moda») fue que había sido creado por y para los conservadores. «Es difícil no sentir cierta vergüenza ajena por todos los involucrados». Pero al mismo tiempo, escribió Hochman, «los críticos del calendario... se desviaron hacia un territorio mucho más extraño», en particular proponiendo en su lugar que muestre a mujeres conservadoras embarazadas o atendiendo a niños, «un concepto de alguna manera aún más desconcertante».
El problema subyacente, según Hochman, fue la incapacidad de los conservadores para articular una visión de lo que debería ser la cultura estadounidense, o incluso una crítica consistente de lo que era:

[Los] conservadores ya no tienen la menor idea de lo que es realmente una 'cultura', y mucho menos de lo que se necesitaría para darle forma... En lugar de crear una auténtica contracultura—una que algún día pueda desafiar la hegemonía de nuestra instituciones dominantes en decadencia—los conservadores están atrapados en una relación dialéctica con las mismas normas y costumbres sociales que aparentemente buscan superar.

### De progresistas
El medio progresista Vox calificó el Calendargate como «profundamente revelador sobre las grietas dentro del movimiento conservador». El escritor Zack Beauchamp identificó el conflicto entre conservadores sociales que priorizaban los «valores tradicionales», mientras que, por otro lado, identificó a los «conservadores de banqueta de bar» de tendencia más libertaria («bros 'déjame en paz' que resienten lo que ven como corrección política censuradora»), una división que remonta a un debate de 1966 entre William F. Buckley, Jr. y Hugh Hefner, en el que los posliberales más nuevos, como el senador de Missouri Josh Hawley, se unieron a los conservadores sociales para instar a un mayor papel del gobierno. Calendargate «expone las formas en que los intentos de rehacer el conservadurismo en la era 'anti-woke' crearán nuevas fuentes de tensión dentro del campo conservador y destaca la forma en que esta lucha podría desarrollarse dentro de los espacios culturales conservadores».
En Salon, Amanda Marcotte caracterizó a la facción «banqueta de bar» por tener puntos de vista más tradicionales sobre el patriarcado, «considerando el sexo como un derecho de los hombres y una carga para las mujeres, y el parto y el matrimonio como formas de atrapar a las mujeres en la servidumbre de los hombres». Los conservadores sociales entendieron que eso era políticamente «difícil de vender fuera de sus círculos». Sin embargo, el éxito de Trump y su aceptación tácita de su adopción de este punto de vista los dejó «acostados en la cama para la sesión de fotos en bikini que ellos mismos se hicieron». Mediaite derivó el mensaje de Calendargate como que «los conservadores deberían defender los valores familiares como la santidad del matrimonio, honrar a las mujeres, especialmente a las madres de sus hijos, celebrar a las mujeres 'reales' sin objetivarlas, pero también reiterar el estatus de macho alfa que hará que Estados Unidos vuelva a ser grande».
«Sólo desearía creer que esto se convertiría en una lucha enorme y continua en lugar de agotarse (por así decirlo) después de unas semanas», escribió el periodista progresista Kevin Drum en su blog. «Pero este no es el tipo de cosas con las que Fox News se obsesionará, por lo que es poco probable que dure». No tomó ninguna posición sobre los temas involucrados, pero, señalando que este tipo de disputa interna era más común en la izquierda política, dijo que era «agradable ver a los conservadores intentarlo. Sigamos así, ¿de acuerdo?».
La escritora de Vice Magdalene Taylor tomó nota de un video que Isabella Marie DeLuca, otra joven influyente conservadora, había publicado en octubre de ella misma horneando un pastel que había llamado la atención después del Calendargate. En el vídeo se destacan sus pechos debajo de la camiseta mientras hornea. No se centra en ellos ni llama la atención sobre ellos, pero algunos comentaristas sugirieron que DeLuca estaba llamando la atención sobre «el espectáculo de esas tetas gigantes» de todos modos, o que esperaban que ella agregara un enlace a su supuesta página de OnlyFans. El etiquetado de ese contenido, así como de las imágenes del calendario, como «pornográficos», dijo, a pesar del mínimo aspecto sexual, mostraba cuán omnipresente estaba la pornografía en la cultura moderna. «[Esto] realmente dicta cada vez más cómo vemos el mundo, y muchos ahora definen ampliamente la pornografía como cualquier cosa que busque nuestra atención». Pero Taylor continuó: «Al llamar porno a todo, en realidad no estamos expresando ningún tipo de argumento. Simplemente estamos haciendo más porno».